# Im weißen Rößl (1952)
Im weißen Rößl ist eine deutsche Operettenverfilmung von Willi Forst aus dem Jahr 1952. Rößlwirtin Josefa Vogelhuber wird von Johanna Matz, Dr. Otto Siedler von Johannes Heesters und Oberkellner Leopold von Walter Müller verkörpert. Rudolf Forster ist als Kaiser zu sehen.

## Handlung
Leopold, der neue Oberkellner im „Weißen Rößl“ in Sankt Wolfgang im Salzkammergut, ist in die Rößlwirtin Josefa verliebt. Er schickt ihr jeden Tag rote Rosen. Doch Josefa glaubt, sie seien eine Liebesgabe ihres Stammgastes Dr. Otto Siedler, in den Josefa verliebt ist. Ihm reserviert sie stets das einzige Balkonzimmer, bereitet seine Lieblingsspeisen vor und passt den gesamten Hotelablauf an ihn an. Leopold verachtet Dr. Siedler, noch bevor dieser überhaupt im Hotel angekommen ist. Er ist erfreut, als er mit Herrn Giesecke einen Gast im Rößl begrüßen kann, der gerade mit Dr. Siedler im Rechtsstreit liegt. Giesecke ist mit seiner Tochter Ottilie im Rößl abgestiegen. Dr. Siedler verliebt sich in die junge Frau, was Josefa entgeht, von Leopold jedoch unterstützt wird, so bringt er zusammen mit Piccolo Gustl beide in angrenzenden Ferienzimmern unter und ermöglicht ihnen so ein Rendezvous.
Giesecke hat jedoch andere Pläne für seine Tochter. Er will sie mit dem Sohn seines ärgsten Konkurrenten verkuppeln. Dazu schließt er mit Dr. Siedler einen Waffenstillstand, damit dieser den jungen Sigismund und Ottilie zusammenbringt. Sigismund jedoch hat sich auf der Zugfahrt bereits in Klärchen, die Tochter seines früheren Professors Hinzelmann, verliebt. Dr. Siedler wirbt weiterhin um Ottilie. Josefa ahnt davon nichts und organisiert weiterhin den Betrieb nur um Dr. Siedlers Wohlbefinden herum. Leopold reicht es – er kündigt, da er hofft, dass Josefa im Hochbetrieb endlich erkennen wird, welche Bedeutung der Oberkellner für die laufenden Geschäfte hat. Josefa nimmt seine Kündigung jedoch regungslos an. Nach einer Nacht auf der Straße hat Leopold Glück: Für ein Volksfest hat sich der Kaiser persönlich im Ort angekündigt und will im „Weißen Rößl“ übernachten. Josefa ist nun auf Leopold angewiesen, und der diktiert seine Bedingungen: Dr. Siedler soll aus dem Rößl ausziehen, und Josefa soll mit ihm – Leopold – zum Fest gehen. Josefa nimmt an. Auf dem Fest erkennt sie zum ersten Mal, dass Dr. Siedler in Ottilie verliebt ist. Sie reagiert entsetzt, und Leopold entnimmt ihrer Reaktion, dass er nie eine Chance bei ihr haben wird. Er kündigt endgültig.
Am Tag nach dem Fest offenbart Dr. Siedler Giesecke, dass er Ottilie zu heiraten gedenkt. Sigismund wiederum verkündet seine Eheabsichten mit Klärchen. Josefa kommt ungeplant in die Feiergesellschaft und ist nun so niedergeschlagen, dass der Kaiser sie beim Servieren des Gabelfrühstücks nach ihrem Kummer fragt. Sie stehe zwischen zwei Männern und könne sich nicht entscheiden. Der Kaiser rät ihr mit einem Spruch im Stammbuch des Hotels, nicht nach unerreichbar Hohem zu streben, wenn das Glück doch eigentlich ganz nahe liege. Sie weiß nun, dass Leopold der Richtige für sie ist. Der wartet nur noch darauf, von ihr das Arbeitszeugnis zu erhalten, und sie trägt ihm nun schriftlich an, dass er als Oberkellner entlassen sei, jedoch ihr Ehemann auf Lebenszeit werden dürfe. Es kommt zum Happy End.

## Produktion
Der Film entstand nach dem Lustspiel Im weißen Rößl von Oskar Blumenthal und Gustav Kadelburg sowie dem gleichnamigen Singspiel von Hans Müller und Erik Charell. Bereits 1926 entstand der Stummfilm Im weißen Rößl nach dem gleichnamigen Lustspiel. 1935 inszenierte Carl Lamac das Singspiel in der deutsch-österreichischen Gemeinschaftsproduktion Im weißen Rößl.
Ursprünglich war Paula Wessely für die Rolle der Rösslwirtin vorgesehen, war jedoch vertraglich an ihre eigene Produktionsfirma gebunden, weswegen die Rolle der Wirtin für die jüngere Johanna Matz umgeschrieben wurde.
Der Film wurde im September und Oktober 1952 im Carlton-Filmatelier München-Schwanthaler Höhe gedreht. Die Außenaufnahmen entstanden zum Teil am Originalschauplatz in St. Wolfgang im Salzkammergut, zum Großteil aber im bayerischen Kochel am See. Vor und während der Dreharbeiten kam es immer wieder zu Spannungen: Zunächst sprangen Karl Hartl und Helmut Käutner als Regisseure des Films ab, da sie mit dem als schwierig geltenden künstlerischen Oberleiter Erik Charell nicht zusammenarbeiten wollten. Willi Forst wiederum kam mit den Darstellern in Konflikt, da er ihnen keine Eigeninterpretation der Rollen erlaubte. „Er spielt einem alles vor, die eigene Arbeit ist futsch. Es geht wie beim Automaten: Tönchen, Tönchen, Päuschen, Päuschen, Gesichtchen, Gesichtchen“, so Johanna Matz in einem Interview. Heinrich Haas, der den Film mitfinanzierte, wollte die Rolle der Ottilie mit Nadja Tiller besetzen, doch Regisseur Forst setzte Marianne Wischmann durch.
Die Bauten schufen Robert Herlth, Kurt Herlth und Willi Schatz. Als Produktionsleiter fungierte Klaus Stapenhorst.
Im weißen Rößl erlebte am 18. Dezember 1952 im Stachus-Filmpalast in München seine Premiere. Im Jahr 1960 wurde die Operette unter dem Titel Im weißen Rößl von Werner Jacobs erneut verfilmt. 1964 folgte die dänische Produktion Sommer i Tyrol von Regisseur Erik Balling.

## Kritik
„Beim Anblick der Majestät und der biedermeierlichpummeligen Hannerl Matz und der Vorweltkriegsperiode träumt sich’s schön von der guten alten Zeit. Klare Agfacolor-Farben, verheerende Blenden“, befand Der Spiegel.
Das Lexikon des Internationalen Films beschrieb den Film als „Liebesirrungen und -wirrungen im Stil eines musikalischen Heimatfilms“.
Cinema schrieb: „Trotz Grandseigneur Heesters enttäuscht die Version der beliebten Operette.“